# Трг глумаца
Трг глумаца је градски трг у Крушевцу и налази се испред Културног центра. Свечано је отворен 2019. године, када су на њему откривене бисте седморо глумаца и глумица рођених у Крушевцу.

## Бисте
Бисте седморо глумаца и глумица рођених у Крушевцу, дело су вајара Зорана Ивановића и свечано су откривене на Видовдан 28. јуна 2019. године. Глумци који су добили бисте јесу:
- Властимир Ђуза Стојиљковић
- Ташко Начић
- Миодраг Петровић Чкаља
- Михајло Бата Паскаљевић
- Милан Пузић
- Љубинка Бобић
- Радмила Савићевић

као и касније:
- Марко Живић
- Милија Вуковић
- Момир Брадић

## Галерија
- Биста Властимира Ђузе Стојиљковића
- Биста Ташка Начића
- Биста Миодрага Петровића Чкаље
- Биста Михајла Бате Паскаљевића
- Биста Милана Пузића
- Биста Љубинке Бобић
- Биста Радмиле Савићевић
- Биста Марка Живића
- Биста Милије Вуковића
- Биста Момира Брадића